# Castello di Riga

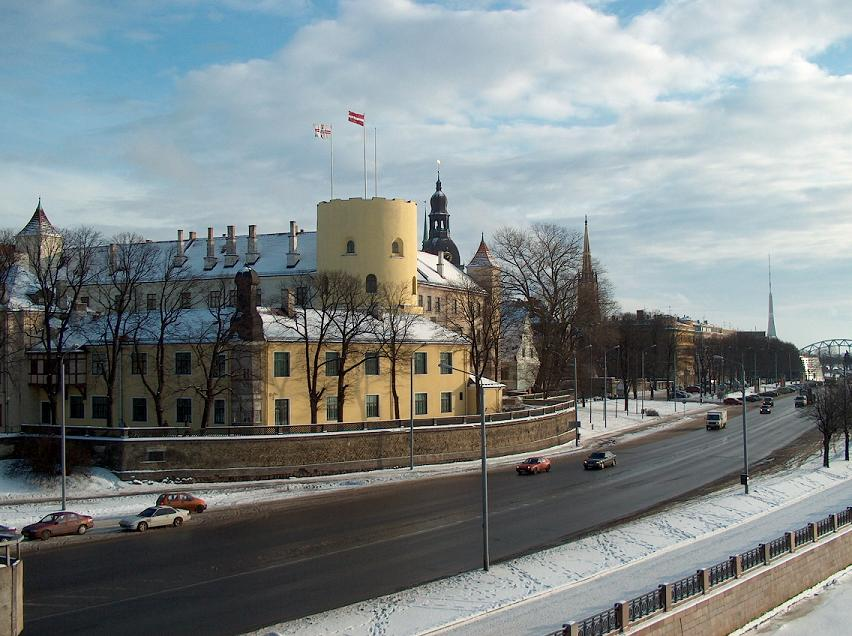
Il castello di Riga

Il castello di Riga (in lettone Rīgas Pils) è un castello situato su una sponda del fiume Daugava a Riga, in Lettonia.

## Storia
Il castello fu fondato nel 1330, dove furono costruite molte altre fortificazioni. La struttura fu ricostruita tra il 1497 e il 1515. Gli svedesi conquistarono la fortezza nel 1641, dopodiché la distrussero. Il castello fu ricostruito nel XVII secolo e nel XIX secolo. Negli anni trenta del XX secolo, l'architetto E.Laube fece lavori di ristrutturazione al castello, aggiungendo nuove decorazioni. Divenne residenza del governatore lettone nel 1938 e poi residenza ufficiale del presidente della Lettonia.
La sera del 20 giugno 2013 il castello viene parzialmente distrutto da un incendio mentre erano in corso lavori di restauro.